# Guca (film)
Guca (tytuł oryginalny: Guča) – serbsko-brytyjski film dokumentalny z roku 2006 w reżyserii Milivoja Ilica.

## Opis fabuły
Głównym wątkiem filmu jest historia dwóch młodych trębaczy. Próbują oni wygrać „Złotą Trąbkę” w zawodach odbywających się na festiwalu trębaczy w Guczy. Poza ich zmaganiami pokazane są pozostałe aspekty festiwalu takie jak tańce, zabawa i przede wszystkim  dęta muzyka bałkańska.